# بخش د سویپاچا
بخش د سویپاچا (به اسپانیایی: Partido de Suipacha) یک منطقهٔ مسکونی در آرژانتین است که در استان بوئنوس آیرس واقع شده‌است. بخش د سویپاچا ۹۴۳٫۸۷ کیلومتر مربع مساحت و ۸٬۹۰۴ نفر جمعیت دارد.